# Alloschemone inopinata
Alloschemone inopinata — вид квіткових рослин з роду Alloschemone родини ароїдних.

## Розповсюдження
Його рідний ареал — північна Бразилія (Амазонас).